# Digitalis thapsi
Espèce
Digitalis thapsi est une espèce de plantes de la famille des Plantaginacées originaire de la péninsule Ibérique.